# 曽於市立中谷小学校
曽於市立中谷小学校（そおしりつ なかたにしょうがっこう）は、鹿児島県曽於市にある公立小学校。
山村留学制度を実施している。

## 沿革
- 1883年（明治16年） - 正部尋常小学校中谷分校として、設置。
- 1886年（明治19年） - 中谷簡易科小学校として、独立。
- 2005年（平成17年） - 曽於郡3町の合併・市制施行に伴い、曽於市立中谷小学校と改称。